# Mankovce
Mankovce (Hongaars: Mankóc) is een Slowaakse gemeente in de regio Nitra, en maakt deel uit van het district Zlaté Moravce.
Mankovce telt 532 inwoners.